# Tercera División 1929-1930 (Spagna)
Il campionato di Tercera División 1929-1930 fu il 1º campionato avente questa dicitura ed era il terzo livello del campionato spagnolo composto da 33 squadre divise in 8 gruppi regionali. Le prime di ogni gruppo si affrontarono in Quarti di Finale poi in Semifinali e Finale.
Vide la vittoria finale del Club Deportivo Castellón e relativa promozione in Segunda División 1930-31.

## Gruppo 1

### Galizia
Classifica
|  | Pos. | Squadra       | Pt | G | V | N | P | GF | GS | DR  |
|  | ---- | ------------- | -- | - | - | - | - | -- | -- | --- |
|  | 1.   | Racing Ferrol | 8  | 4 | 4 | 0 | 0 | 13 | 1  | +12 |
|  | 2.   | Emdem         | 3  | 4 | 1 | 1 | 2 | 3  | 11 | -8  |
|  | 3.   | Eiriña        | 1  | 4 | 0 | 1 | 3 | 3  | 7  | -4  |
|  | 4.   | Celta Vigo    | -  | - | - | - | - | -  | -  | -   |

### Asturie
Classifica
|  | Pos. | Squadra        | Pt | G | V | N | P | GF | GS | DR |
|  | ---- | -------------- | -- | - | - | - | - | -- | -- | -- |
|  | 1.   | Club Gijón     | 2  | 2 | 1 | 0 | 1 | 4  | 4  | 0  |
|  | 2.   | Stadium Avilés | 2  | 2 | 1 | 0 | 1 | 4  | 4  | 0  |

Spareggio
- Club Gijón - Stadium Avilesino 3-0

Finale Gruppo 1
- Club Gijón - Racing Ferrol 2-1 e 2-2

Verdetto
- Qualificato ai Quarti di finale: Club Gijón

## Gruppo 2
Classifica
|  | Pos. | Squadra         | Pt | G | V | N | P | GF | GS | DR |
|  | ---- | --------------- | -- | - | - | - | - | -- | -- | -- |
|  | 1.   | Barakaldo       | 10 | 8 | 4 | 2 | 2 | 19 | 15 | +4 |
|  | 2.   | Real Valladolid | 9  | 8 | 4 | 1 | 3 | 19 | 12 | +5 |
|  | 3.   | Logroño         | 8  | 8 | 3 | 2 | 3 | 14 | 13 | +1 |
|  | 4.   | Torrelavega     | 7  | 8 | 2 | 3 | 3 | 14 | 19 | -5 |
|  | 5.   | Sestao Sport    | 6  | 8 | 2 | 2 | 4 | 14 | 21 | -7 |

Verdetto
- Qualificato ai Quarti di finale: Barakaldo

## Gruppo 3
Classifica
|  | Pos. | Squadra                | Pt | G | V | N | P | GF | GS | DR |
|  | ---- | ---------------------- | -- | - | - | - | - | -- | -- | -- |
|  | 1.   | Atletico Aurora        | 2  | 2 | 1 | 0 | 1 | 5  | 5  | 0  |
|  | 2.   | Esperanza S. Sebastian | 2  | 2 | 1 | 0 | 1 | 5  | 5  | 0  |

Spareggio
- At. Aurora - CD Esperanza 8-0

Verdetto
- Qualificato ai Quarti di finale: Atletico Aurora di Pamplona

## Gruppo 4
Classifica
|  | Pos. | Squadra         | Pt | G | V | N | P | GF | GS | DR  |
|  | ---- | --------------- | -- | - | - | - | - | -- | -- | --- |
|  | 1.   | Patria Aragon   | 8  | 4 | 4 | 0 | 0 | 17 | 1  | +16 |
|  | 2.   | Nacional Madrid | 4  | 4 | 2 | 0 | 2 | 7  | 7  | 0   |
|  | 3.   | Union SP Madrid | 0  | 4 | 0 | 0 | 4 | 0  | 16 | -16 |

Verdetto
- Qualificato ai Quarti di finale: Patria Aragon Zaragoza

## Gruppo 5
Classifica
|  | Pos. | Squadra   | Pt | G | V | N | P | GF | GS | DR |
|  | ---- | --------- | -- | - | - | - | - | -- | -- | -- |
|  | 1.   | Castellón | 7  | 6 | 3 | 1 | 2 | 14 | 10 | +4 |
|  | 2.   | Badalona  | 6  | 6 | 3 | 0 | 3 | 16 | 16 | 0  |
|  | 3.   | Sants     | 6  | 6 | 3 | 0 | 3 | 10 | 12 | -2 |
|  | 4.   | Júpiter   | 5  | 6 | 2 | 1 | 3 | 11 | 13 | -2 |

Verdetto
- Qualificato ai Quarti di finale: Castellón

## Gruppo 6
Classifica
|  | Pos. | Squadra             | Pt | G | V | N | P | GF | GS | DR  |
|  | ---- | ------------------- | -- | - | - | - | - | -- | -- | --- |
|  | 1.   | Sporting Canet      | 12 | 8 | 4 | 4 | 0 | 22 | 5  | +17 |
|  | 2.   | FC Levante          | 11 | 8 | 4 | 3 | 1 | 20 | 14 | +6  |
|  | 3.   | Gimnastica Valencia | 7  | 8 | 2 | 3 | 3 | 11 | 13 | -2  |
|  | 4.   | Atlético Saguntino  | 6  | 8 | 2 | 2 | 4 | 12 | 20 | -8  |
|  | 5.   | Burjassot           | 4  | 8 | 1 | 2 | 5 | 10 | 23 | -13 |

Verdetto
- Qualificato ai Quarti di finale:  Sporting Canet

## Gruppo 7
Classifica
|  | Pos. | Squadra         | Pt | G  | V | N | P | GF | GS | DR  |
|  | ---- | --------------- | -- | -- | - | - | - | -- | -- | --- |
|  | 1.   | FC Cartagena    | 16 | 10 | 7 | 2 | 1 | 26 | 8  | +18 |
|  | 2.   | Elche           | 14 | 10 | 6 | 2 | 2 | 21 | 12 | +11 |
|  | 3.   | Lorca SC        | 12 | 10 | 6 | 0 | 4 | 20 | 17 | -3  |
|  | 4.   | Albacete        | 9  | 10 | 4 | 1 | 5 | 14 | 15 | -1  |
|  | 5.   | Hércules        | 6  | 10 | 3 | 0 | 7 | 19 | 26 | -7  |
|  | 6.   | Imperial Murcia | 3  | 10 | 1 | 1 | 8 | 9  | 31 | -22 |

Verdetto
- Qualificato ai Quarti di finale:  Cartagena

## Gruppo 8
Classifica
|  | Pos. | Squadra           | Pt | G | V | N | P | GF | GS | DR  |
|  | ---- | ----------------- | -- | - | - | - | - | -- | -- | --- |
|  | 1.   | Recreativo Huelva | 8  | 4 | 3 | 0 | 1 | 16 | 8  | +8  |
|  | 2.   | Malagueño         | 4  | 4 | 3 | 0 | 1 | 8  | 6  | +2  |
|  | 3.   | Real Malaga       | 0  | 4 | 0 | 0 | 4 | 4  | 14 | -10 |

Verdetto
- Qualificato ai Quarti di finale:  Recreativo Huelva

## Playoff
|                   | Quarti di Finale |                   | Luogo e data                                    |  |
| ----------------- | ---------------- | ----------------- | ----------------------------------------------- |  |
| Barakaldo         | 3 - 2            | Deportivo Gijón   | Barakaldo, 23 febbraio 1930                     |  |
| Sporting Canet    | 1 - 2            | Castellón         | Canet de Berenguer (Valencia), 23 febbraio 1930 |  |
| Patria Aragon     | 6 - 2            | Atletico Aurora   | Saragozza, 23 febbraio 1930                     |  |
| Recreativo Huelva | 2 - 1            | FC Cartagena      | Huelva, 23 febbraio 1930                        |  |
| Deportivo Gijón   | 1 - 1            | Barakaldo         | Gijón, 3 marzo 1930                             |  |
| Castellón         | 3 - 1            | Sporting Canet    | Castellón de la Plana, 3 marzo 1930             |  |
| Atletico Aurora   | 1 - 0            | Patria Aragon     | Pamplona, 3 marzo 1930                          |  |
| FC Cartagena      | 5 - 0            | Recreativo Huelva | Cartagena, 3 marzo 1930                         |  |
|                   |                  |                   |                                                 |  |

|               | Semifinali |               | Luogo e data                         |  |
| ------------- | ---------- | ------------- | ------------------------------------ |  |
| Patria Aragon | 2 - 2      | Barakaldo     | Saragozza, 9 marzo 1930              |  |
| FC Cartagena  | 3 - 2      | Castellón     | Cartagena, 9 marzo 1930              |  |
| Barakaldo     | 4 - 1      | Patria Aragon | Baracaldo, 16 marzo 1930             |  |
| Castellón     | 2 - 0      | FC Cartagena  | Castellón de la Plana, 16 marzo 1930 |  |
|               |            |               |                                      |  |

|           | Finale |           | Luogo e data            |  |
| --------- | ------ | --------- | ----------------------- |  |
| Castellón | 3 - 2  | Barakaldo | Saragozza, 9 marzo 1930 |  |
|           |        |           |                         |  |

## Verdetto
- Castellón promosso in Segunda División 1930-31